# Јован Леко
Јован М. Леко (Београд, 28. август 1892 - Вашингтон, 3. фебруар 1964) је био српски и југословенски официр, бригадни генерал Југословенске војске, управник двора и ађутант краља Александра I Карађорђевића.

## Биографија
Рођен је 28. августа 1892. године у Београду, као син Јована Т. Лека и Данице Антуле. Завршио је 42. класу Ниже школе Војне академије 1912. године и добио чин пешадијског потпоручника. Учествовао је у Балканским ратовима и Првом светском рату.
Након рата је 1923. године завршио и 23. класу Више школе Војне академије. Служио је као командант чете Краљеве гарде, ађутант краља Александра I Карађорђевића и управник двора. У чин бригадног генерала унапређен је 1938. године.
Борио се у Априлском рату 1941. године, који га је затекао на месту команданта пешадије Дунавске дивизијске области, док је у самом рату командовао здруженим снагама у борбама код Мркоњић Града. Након капитулације је одведен у заробљеништво. После рата је остао у емиграцији и отишао у Сједињене Америчке Државе. Преминуо је 3. фебруара 1964. године у Вашингтону.